# Tramways de l'Indre
Les Tramways de l'Indre (TI) étaient une compagnie de chemins de fer secondaires qui desservit le département éponyme entre les années 1900 jusqu'à la Seconde Guerre mondiale.
Avec trois lignes, le réseau des TI atteint 171 km à l'époque de son plus grand développement.

## Histoire

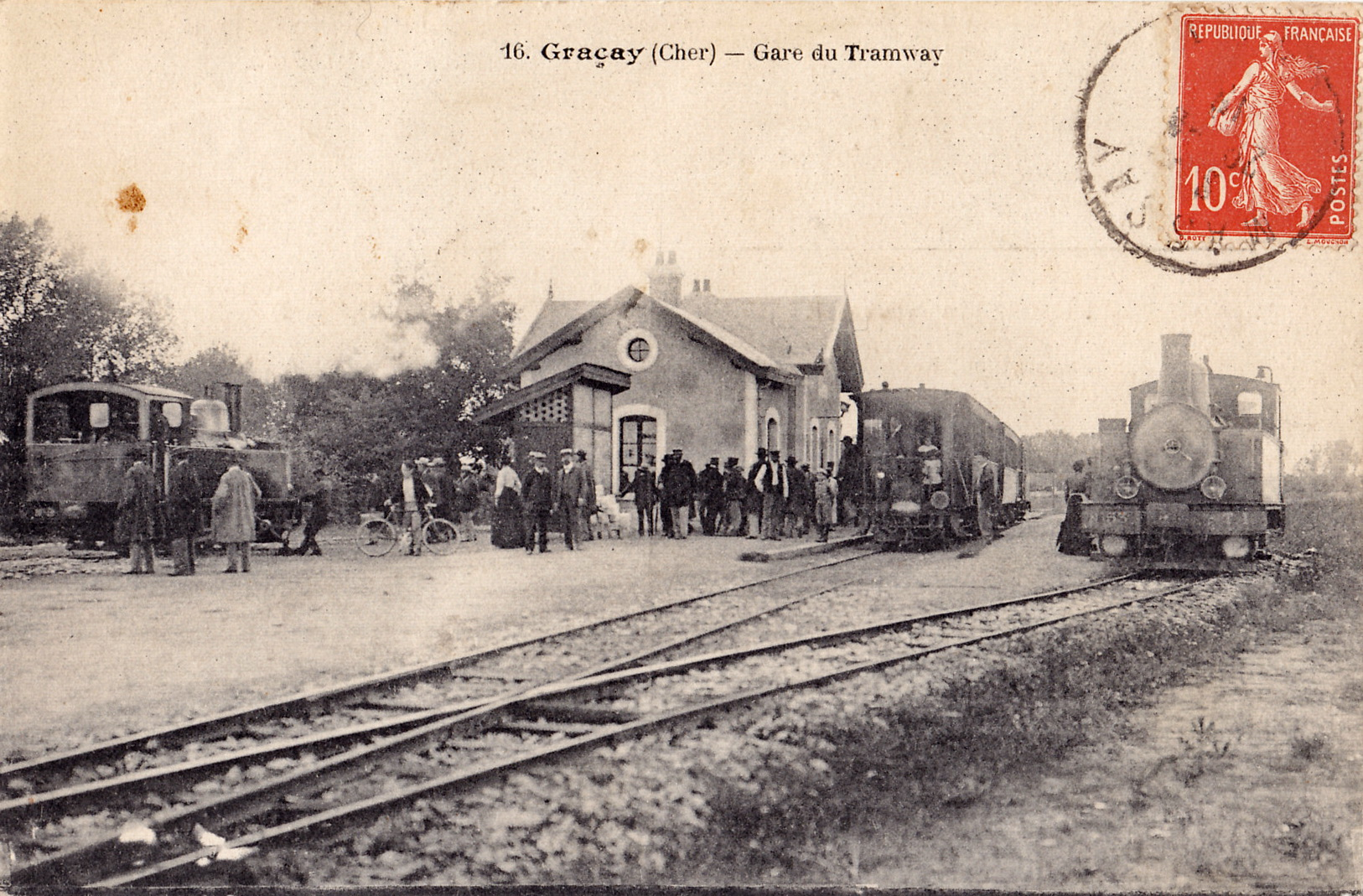
Une animation en gare de Graçay, sur la ligne d'Issoudun à Vierzon.

Les trois lignes sont déclarées d'utilité publique le 12 juin 1900 au profit de la Compagnie générale de construction de Saint-Denis. La concession est ensuite subdéléguée au profit de la Compagnie des tramways de l'Indre par le décret du 21 février 1901. La section de la ligne d'Issoudun à Vierzon s'étendant dans le département du Cher est concédée aux TI par le décret du 4 août 1902.
Le traité de rétrocession prévoyait que les dépenses de premier établissement du réseau (création des voies et ouvrages d'art, des stations, acquisition du matériel roulant...) seraient payées par le Département, mais que l'exploitation se ferait aux risques de l'exploitant.

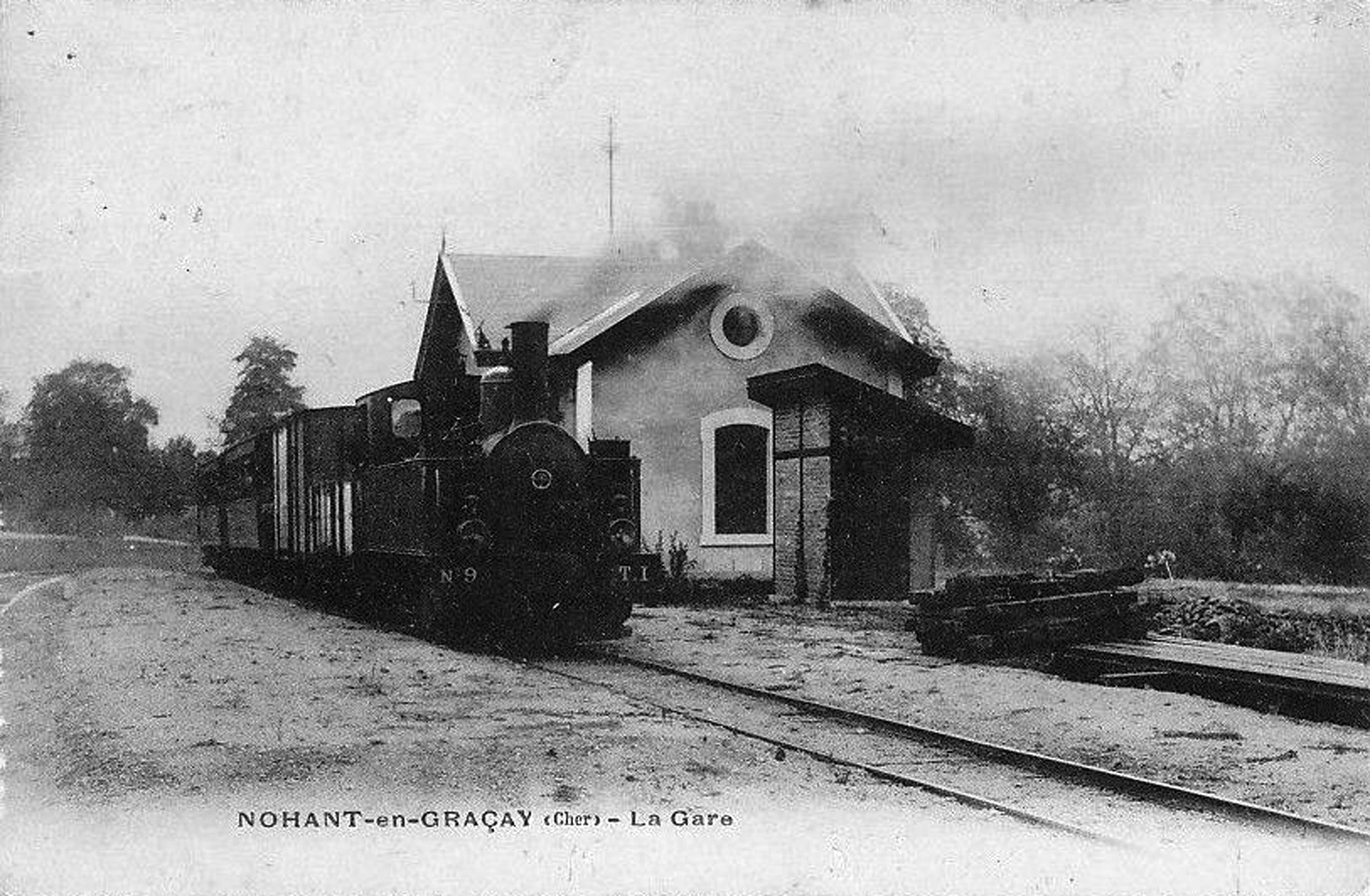
Un train en gare de Nohant-en-Gracay

Les lignes ouvrent de 1902 à 1905 comme suit : 
- Châteauroux - Levroux - Valençay (50 km), ouverte de Châteauroux à Levroux (23 km) en 1902, de  Levroux à Valençay (27 km) le 12 avril 1903[5] et fermée en 1935.
- Argenton-sur-Creuse - Saint-Benoît-du-Sault - Le Blanc (64 km), ouverte d'Argenton à Saint-Benoît du Sault le 19 septembre 1903[5] et en totalité le 25 janvier 1904[6], et fermée en 1938, avec un embranchement de Saint-Benoît-du-Sault à Chaillac (11 km) ouvert en 1905 et fermé en 1938.
- Issoudun - Vatan - Vierzon (57 km), 
  - ouverte d'Issoudun à Vatan le 6 mars 1904[6], de Vatan à Graçay le 1er juin 1904[6], et de Graçay à Vierzon le …
  - et fermée, d'Issoudun à Vatan (26 km) en 1937, et de Vatan à Vierzon en 1939[7].

Le trafic fut extrêmement réduit pendant la Première Guerre mondiale.
L'exploitation devint déficitaire dès la fin de la guerre et les conditions économiques s'aggravèrent dans les années trente, entrainant  la fin de l'exploitation entre 1935 et 1939. Seule la ligne d'Argenton à Chaillac sera rouverte pendant la guerre, pour desservir des mines de fer à Chéniers, mais tout s'arretera après l'armistice en 1940.

## Infrastructure

### Les lignes

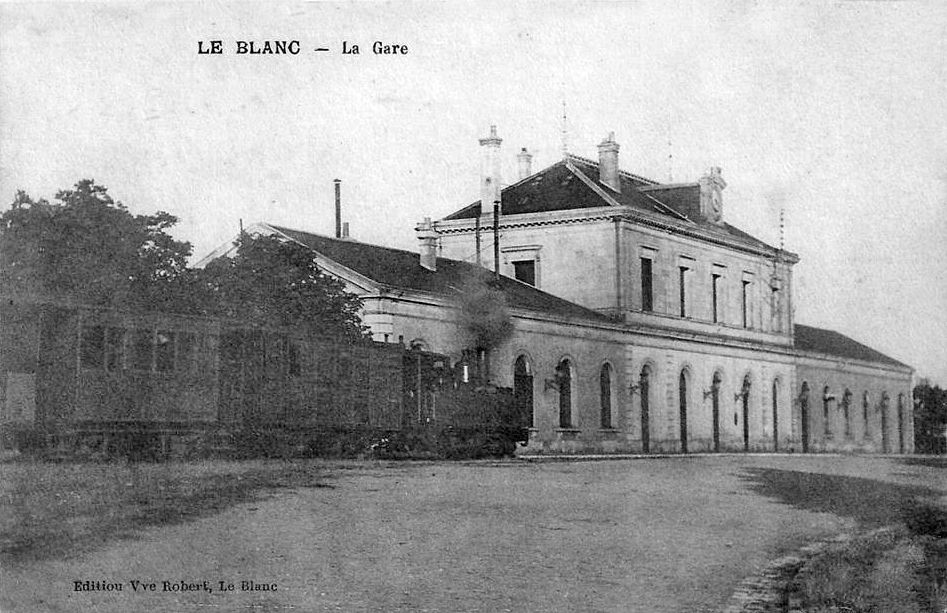
Un train en gare du Blanc

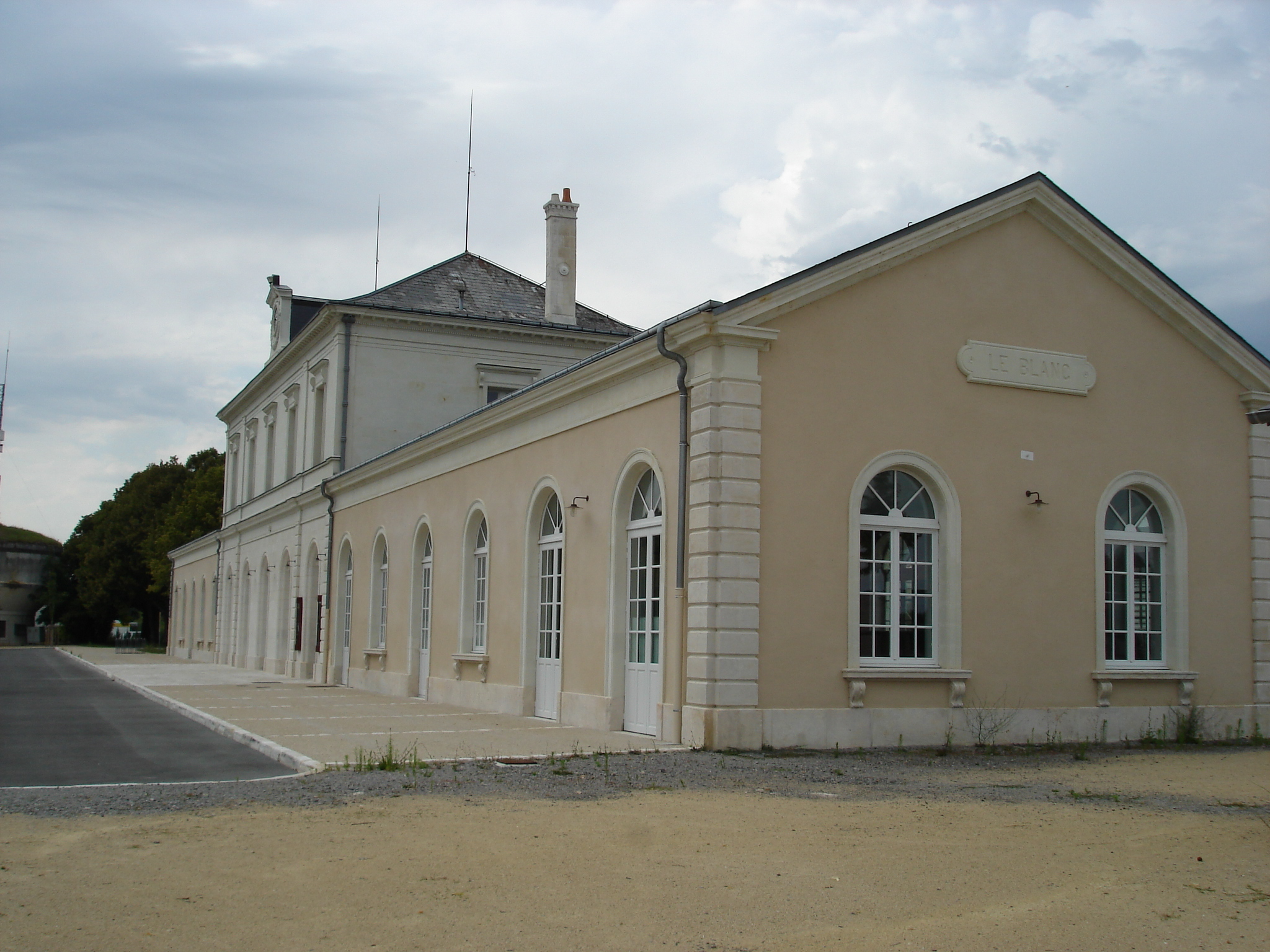
La gare du Blanc permettait aux Tramways de l'Indre de se connecter à plusieurs lignes du Paris-Orléans, ainsi qu'au chemin de fer du Blanc-Argent

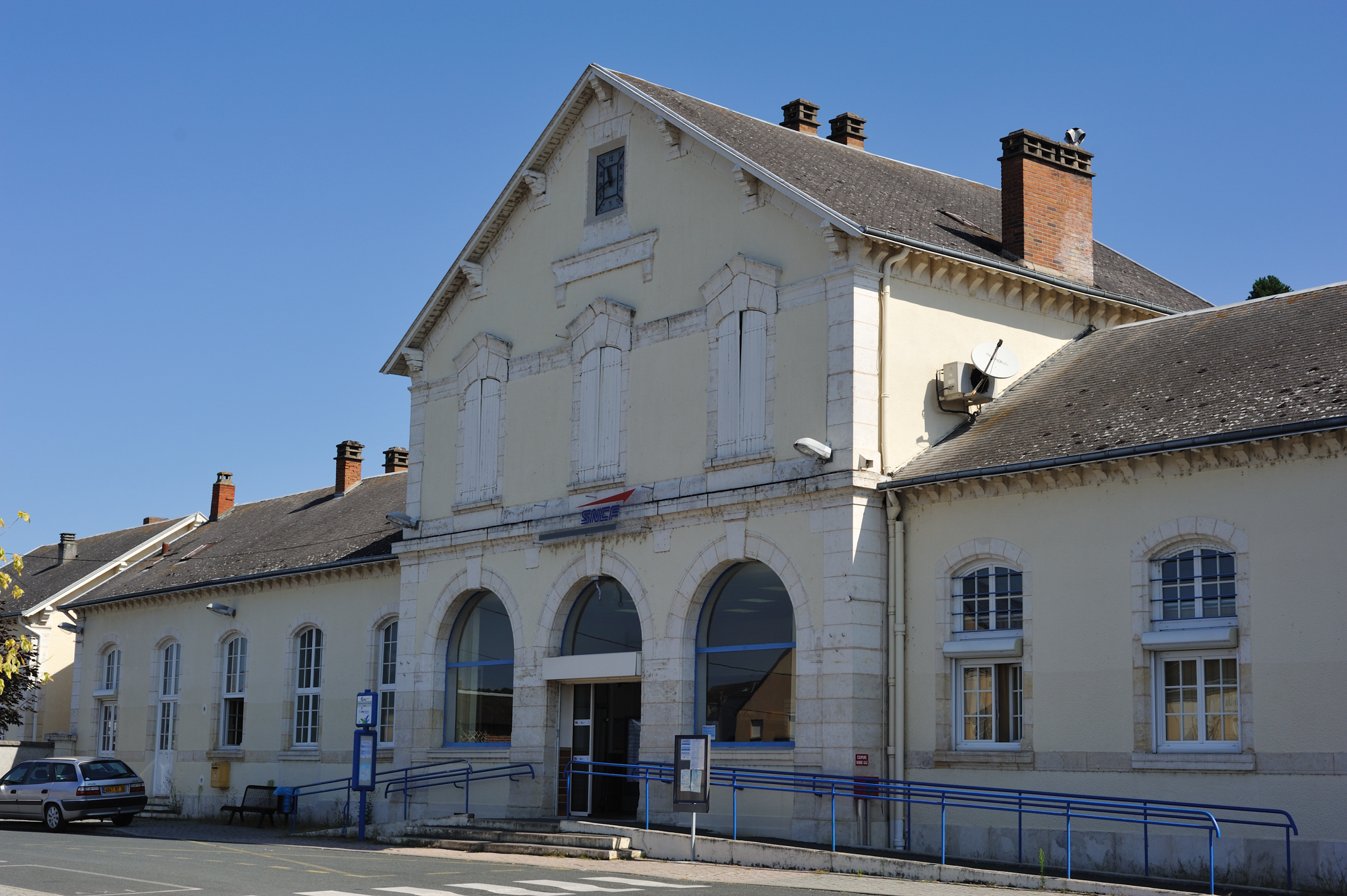
Il en était de même de la gare d'Argenton-sur-Creuse

Les TI exploitèrent trois lignes, définies comme suit au cahier des charges :
- La ligne de Châteauroux à Valençay, partant de la cour des voyageurs de la gare de Châteauroux et passant par  Déols, Villers, Vineuil, Levroux, Moulins-sur-Céphons, Entraigues, Langé, Vicq-sur-Nahon et Valençay, avec raccordement au chemin de fer à voie normale à la gare de Châteauroux. 
Cette ligne devait utiliser les voies publiques suivantes, selon la toponymie de l'époque : rue Bourdillon rue Saint-Luc, Route nationale 143 de Clermont à Tours, Route nationale 20 de Paris à Toulouse, GC n° 64, CVO n°4 de Villers à Vineuil, Route nationale 156 de Blois à Châteauroux, CR de Boismonsang, CVO n° 6 de Moulins à Villegougis, GC n°23, GC 22, CR de Balzèmes à Vicq, CVO n° 3 de Langé à Vicq et GC n° 15 de Valençay aux Hérolles ;

- La ligne du Blanc à Argenton-sur-Creuse via Saint-Benoît-du-Sault avec embranchement desservant Chaillac, partant de la cour des voyageurs de la gare du Blanc et passant par ou près Mauvières, Bélâbre, Prissac, Sacierges-Saint-Martin, Saint-Benoît-du-Sault, Parnac, Saint-Gilles, Vigoux, Montbaltruy, avec raccordement aux lignes de chemin de fer aux gares du Blanc et d'Argenton. 
Cette ligne empruntant les voies publiques suivantes : GC n° 2, Route nationale 151, GC n° 3, CVO n° 6 et CVO n°2, GC n° 54, GC n° 10, GC n°1, Route nationale 20, CVO n°2, GC n°11 et avenue de la gare d'Argenton ;

- La ligne d'Issoudun à Vierzon, qui s'étendait dans les départements de l'Indre et du Cher.
Dans l'Indre, elle était définie comme la ligne d'Issoudun à Vatan, avec prolongement jusqu'à la limite du département du Cher, vers Graçay. Elle débutait dans la cour des voyageurs de la gare d'Issoudun et passant par ou près Saint-Denis, les Bordes, Montbougrand, Paudy, Giroux, l'Herbay, Luçay-le-Libre, Meunet-sur-Vatan, Vatan et Reboursin, avec raccordement au chemin de fer à la gare d'Issoudun. 
La ligne continuait ensuite dans le département du Cher en passant par Graçay, Nohant-en-Graçay, Massay, Saint-Hilaire-de-Court, Vierzon-Bourgneuf et Vierzon-Ville, où elle se terminait en gare de Vierzon
Elle empruntant les voies publiques suivantes : route nationale n° 151, GC n° 4, n° 16 et n° 6, Route nationale 20 et GC 12, dans l'Indre. Dans le département du Cher, elle passait sur le GC n°19, CVO n°2 et n°6, GC n°68, Chemin du Verger à Nohant, Chemin forestier de Longchamps, CVO n°11, Route nationale 20, CVO n°2 et n°3, rues des Ponts, Saint-Jean, Neuve et de la Gare[10].

## Gares de jonctions
- Gare du Blanc avec le PO et le chemin de fer du Blanc-Argent
- Gare de Châteauroux avec le PO
- Gare de Valençay avec le P-O et le chemin de fer du Blanc-Argent
- Gare de Vierzon  avec le PO et la Compagnie économique des chemins de fer des Charentes (ligne Vierzon à Neuilly-Moulin Jamet)
- Gare d'Issoudun avec le PO

### La voie

Rails. De gauche à droite :
- type UIC 60,
- type Vignole,
- type Broca ou à gorge, typique des voies de tramway car permettant l'implantation de la voie dans la chaussée,
- type double champignon symétrique,
- et double champignon asymétrique

La voie était à l'écartement métrique. Elle était implantée, lorsque c'était possible, sur l'emprise des chaussées, ce qui permettait d'importantes économies lors de la construction de la ligne, mais au prix de courbes parfois serrées, qui imposaient une vitesse très limitée des trains. Le cahier des charges prévoyait que les courbes auraient au moins 40 m de rayon, voire, exceptionnellement dans les agglomérations, 30 m de rayon. Les rampes ne devaient pas excéder 40‰, voire 50‰ en agglomérations. Les lignes étant à voie unique, les croisements de trains ne pouvaient se faire que dans les stations dotées d'évitements.
Les rails étaient de type Vignole, en acier et de 18 kg/m, posés sur des traverses de chêne selon les termes des cahiers des charges.

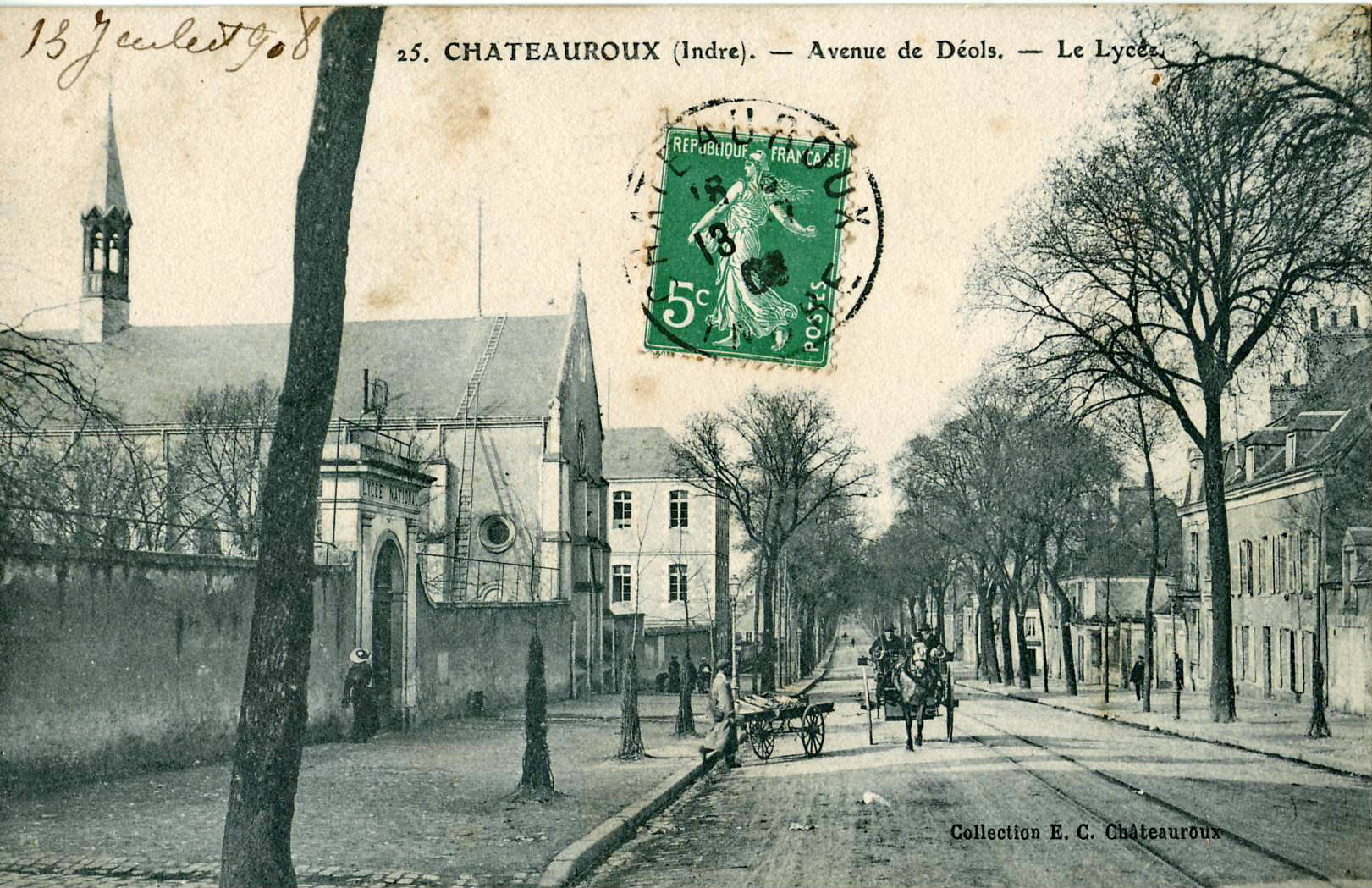
Implantation de la voie dans l'axe de la chaussée à Châteauroux

## Exploitation

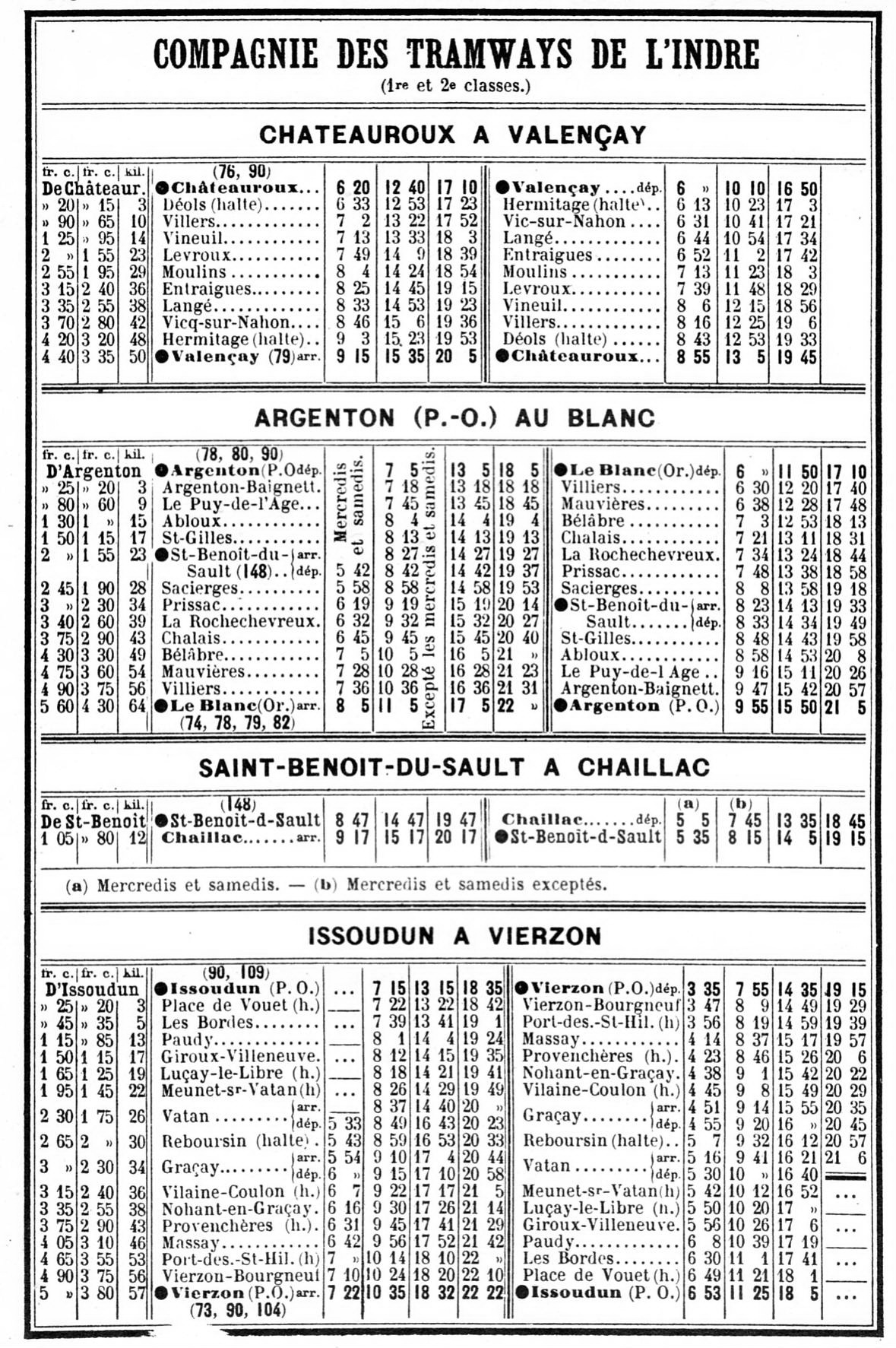
Horaires des TI en mai 1914

Le tramway était destiné, comme la plupart des lignes secondaires rurales, tant au transport des voyageurs et de leurs bagages qu'à celui des marchandises. La traction était assurée au moyen de locomotives à vapeur.
Les cahiers des charges prévoyaient que chaque ligne serait parcourue par au moins trois allers-retours. Les conventions de rétrocessions prévoyaient que ce nombre serait accru en fonction des recettes, la longueur des trains ne pouvant excéder 60 m. et huit voitures, et devaient circuler à moins de 20 km/h.

### Matériel roulant
Les premières locomotives à vapeur furent fournies par Pinguely en 1901-1902.
Type 030T, poids à vide 17 tonnes, type 107
- N° 1 - 2  Pinguely, N° constructeur (110-111), 1901,
- N° 3 - 5  Pinguely, N° constructeur (112-114), 1901, (non livrées et attribuées aux CFD)
- N° 5 - 7 Pinguely, N° constructeur (120-122), 1902
- N° 8 - 9 Pinguely, N° constructeur (136-137), 1902
- N° 10 - 12 Pinguely, N° constructeur (226-228), 1907,

Type 030T, poids à vide 20 tonnes, type 117
- N° 50 - 52 Pinguely, N° constructeur (117-119), 1903,
- N° 53 Pinguely, N° constructeur (149), 1903,

Le gabarit du matériel roulant était limité par le cahier des charges à 2,30 m. en largeur et 3,30 m. en hauteur.

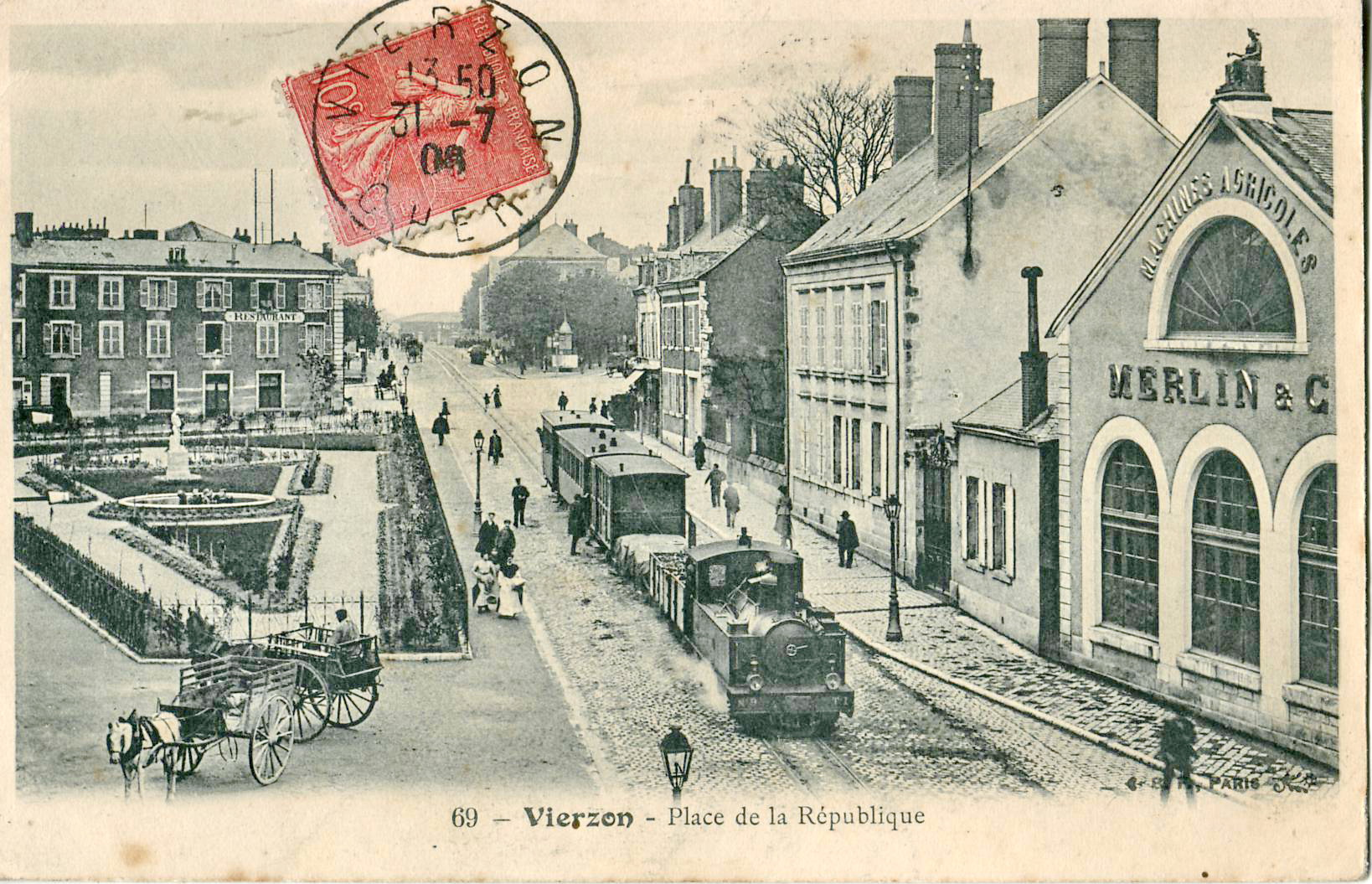
Locomotive Pinguely n°9 en tête d'une rame à Vierzon

## Vestiges et matériels préservés
Le châssis d'une locomotive Pinguely (113/1901), TI N°4, a été utilisé par les CFD pour construire un  locotracteur. Utilisé dans le Tarn et en Provence sous le numéro 52, il est actuellement préservé à Raucoules-Brossettes, sur la ligne des Voies Ferrées du Velay.
La remise aux locomotives de la gare de Vierzon - Bourgneuf subsiste, abandonnée, à Vierzon, rue des Tramways-de-l’Indre.